# 바실리 1세
바실리 1세(러시아어: Василий I Дмитриевич 바실리 드미트리예비치[*], 1371년 12월 30일 ~ 1425년 2월 27일)는 모스크바 대공국의 대공(재위: 1389년 5월 19일 ~ 1425년 2월 27일)이다. 류리크 왕조 출신이다.

## 생애
이반 2세 대공의 아들로 태어났다. 그의 어머니인 예브도키야(Yevdokia)는 니즈니노브고로드의 드미트리 콘스탄티노비치 대공의 딸이다.
1389년 드미트리 돈스코이의 뒤를 이어 모스크바 대공으로 즉위했다. 재위 기간 동안 모스크바 대공국에서는 봉건 지주 제도가 성장했으며 모스크바 대공국의 영토가 확장되었다. 1392년에는 니즈니노브고로드와 무롬을 모스크바 대공국에 편입시켰고 1397년부터 1398년까지는 칼루가, 볼로그다, 벨리키우스튜크, 코미인의 거주지를 모스크바 대공국에 편입시켰다.
1392년에는 모스크바 대공국을 킵차크 칸국의 공격으로부터 방어하기 위해 리투아니아 대공국과 동맹 관계를 수립하는 한편 리투아니아의 비타우타스(Vytautas) 대공의 유일한 딸이었던 소피아(Sophia)와 결혼했다. 1395년에는 티무르, 1408년에는 에디구가 모스크바 대공국을 침공했지만 14세기에는 티무르와 에디구는 사실상 멸망의 단계에 있었기 때문에 모스크바를 정복하지 못하고 철수했다.
| 전임 드미트리 돈스코이 | 모스크바 대공 1389년 5월 19일 ~ 1425년 2월 27일 | 후임 바실리 2세 |